# Into
Into (Enthusiasm) (с англ. — «Энтузиазм») — четвёртый студийный альбом финской рок-группы The Rasmus, выпущенный 29 октября 2001 года и первый альбом, выпущенный с обновлённым названием группы The Rasmus.
Были выпущены четыре сингла с альбома «F-F-F-Falling», «Chill», «Madness» и «Heartbreaker/Days», на две первые из которых были сняты видеоклипы. Из-за смены названия у группы, многие фанаты ошибочно считают первым альбомом именно Into у The Rasmus.
Альбом был награждён двойной платиной в Финляндии и стал первым альбомом The Rasmus, выпущенным в других странах Европы, таких как Франция и Испания.

## Об альбоме
Into был выпущен 29 октября 2001 года при поддержке звукозаписывающей компании Playground Music. 
Это первый студийный альбом группы с новым музыкантом — Аки Хакала, который заменил Янне Хейсканена в 1999 году на ударных. 
Альбом получил четыре награды EMMA в 2002 году: в номинациях «Лучшая группа», «Лучший альбом», «Лучший поп-/рок-альбом», «Лучшая песня» («F-F-F-Falling»). Этот альбом группы был первым выпущен в европейский странах, таких как Франция, Испания. 20 февраля 2007 года альбом Into был впервые выпущен в Соединённых Штатах лейблом DRT Entertainment.

## Музыкальный стиль
С Into The Rasmus продолжают отходить от звучания фанк-рока, которого можно услышать в их ранних альбомах. Атмосфера альбома более меланхоличное, чем у предыдущего альбома Hell of a Tester, а также в Into синтезаторы играют более заметную роль.

## Список композиций
Слова и музыка всех песен — The Rasmus.
| №                   | Название            | Перевод             | Длительность |
| ------------------- | ------------------- | ------------------- | ------------ |
| 1.                  | «Madness»           | Безумие             | 3:12         |
| 2.                  | «Bullet»            | Пуля                | 4:09         |
| 3.                  | «Chill»             | Расслабление        | 4:13         |
| 4.                  | «F-F-F-Falling»     | Падение             | 3:52         |
| 5.                  | «Heartbreaker»      | Сердцеед            | 3:40         |
| 6.                  | «Smash»             | Крушить             | 3:43         |
| 7.                  | «Someone Else»      | Некто другой        | 4:28         |
| 8.                  | «Small Town»        | Маленький город     | 4:03         |
| 9.                  | «One & Only»        | Один и только один  | 3:50         |
| 10.                 | «Last Waltz»        | Последний вальс     | 4:38         |
| Общая длительность: | Общая длительность: | Общая длительность: | 39:48        |

| №   | Название              | Перевод                      | Длительность |
| --- | --------------------- | ---------------------------- | ------------ |
| 11. | «Days»                | Дни                          | 4:12         |
| 12. | «Can’t Stop Me»       | Не останавливай меня         | 2:53         |
| 13. | «Play Dead»           | Притворяться мёртвым         | 3:52         |
| 14. | «Used To Feel Before» | Привыкший к прежнему чувству | 4:25         |

## Чарты и сертификации
Недельные чарты
| Чарт (2001)                         | Высшая позиция |
| ----------------------------------- | -------------- |
| Финляндия (Suomen virallinen lista) | 1              |

Сертификации

| Регион                        | Сертификация  | Продажи |
| ----------------------------- | ------------- | ------- |
| Финляндия (Musiikkituottajat) | 2× Платиновый | 72,950  |

## Участники записи
- The Rasmus
  - Лаури Юлёнен — вокал
  - Паули Рантасалми — гитара
  - Ээро Хейнонен — бас-гитара
  - Аки Хакала — ударные
- Дополнительный персонал
  - Йорген Ингестрем — струны
  - Майкл Норд, Мартин Хансен — производство, запись, музыкальное программирование, клавишные
  - Лейф Алланссон — микширование
  - Клас Перссон — мастеринг
  - Хенрик Уолс — макет издания
  - Жанетт Фреденбург, Ларс Тенгрот — фотография

## Комментарии
1. ↑  Во время производства альбома Into название группы Rasmus было переименованно в The Rasmus, чтобы не возникла путаница между названием группы и имени шведского диджея Расмуса Гардела (англ. Rasmus Gardell).